# Dům lidového zdraví (Užhorod)
Dům lidového zdraví v Užhorodě se nachází ve čtvrti Malé Galago, na adrese Boženka 2. 

## Historie
Funkcionalistický dům vznikl na přelomu 20. a 30. let podle návrhu architekta Bedřicha Adámka. Dokončen byl v roce 1932. Jednalo se o jeden z prvních moderních zdravotnických ústavů ve městě.
Budova byla rozdělena původně do dvou částí: Jedna sloužila pro veřejný zdravotnický systém a druhá pro různé organizace, které měly zlepšovat úroveň zdraví na území Podkarpatské Rusi. Mezi ně patřily například Masarykova liga proti tuberkulóze, Červený kříž a další.
Budova měla tvořit jižní část bloku domů, který nebyl před vypuknutím druhé světové války nikdy dokončen. Dvou- až tří- patrový dům má rozčleněné průčelí, balkony v rohových částech a v centrální části umožňoval průjezd do dvora. Po skončení války byl jeho centrální trakt přebudován a zvýšen o jedno patro.
V současné době slouží jako lékárna, nachází se zde také poliklinika pro děti.